# Widzew-Stadion
Das Widzew-Stadion (polnisch Stadion Widzewa Łódź oder auch Stadion im. Ludwika Sobolewskiego) ist ein Fußballstadion in der polnischen Stadt Łódź, Woiwodschaft Łódź. Es bot bis zum beginnenden Abriss im Frühjahr 2015 Platz für 10.500 Zuschauer und diente dem Fußballverein Widzew Łódź (Ekstraklasa) als Austragungsort für die Heimspiele. Von Januar 2015 bis Februar 2017 wurde das alte Stadion durch einen Neubau mit 18.018 Sitzplätzen ersetzt und Widzew Łódź kehrte in die neue Anlage zurück. 

## Geschichte
Das Widzew-Stadion wurde im Jahre 1930 erbaut und am 30. Mai des gleichen Jahres eröffnet. Seitdem trägt der örtliche Verein Widzew Łódź seine Heimspiele in diesem Stadion aus. Es ist auch unter dem inoffiziellen Namen Ludwik-Sobolewski-Stadion bekannt. Ludwik Sobolewski (1925–2008) war ein ehemaliger Präsident von Widzew Łódź. In dem Stadion fanden bereits einige Länderspiele der polnischen Fußballnationalmannschaft statt. Zwischen 1990 und 2010 wurden hier sieben Länderspiele gespielt, darunter sowohl ein Qualifikationsspiel für die Fußball-Weltmeisterschaft 1994 gegen San Marino (1:0) und eines für das Weltchampionat 2002 gegen Belarus (3:1).

## Neubau
Im Juli 2014 wurde nach mehrjähriger Vorarbeit die Verträge für den Bau eines neuen Stadions unterschrieben. Am 30. Oktober 2014 wurden die Pläne des Biuro Architektoniczne Ferdzynowie für einen Stadionneubau veröffentlicht. Die geplanten Kosten betrugen 138 Millionen Złoty (rund 33 Millionen Euro).
Das letzte Spiel im alten Stadion fand am 22. November 2014 statt. Die Partie der zweitklassigen 1. Liga zwischen Widzew Łódź und GKS Katowice endete mit einem 1:1-Unentschieden. Nach vorbereitenden Arbeiten Ende 2014 begann am 12. Februar 2015 der Abriss der alten Spielstätte.
Anfang Februar 2017 wurde der Neubau nach fast genau zwei Jahren fertiggestellt. Er weist 18.018 Sitzplätze auf den Rängen auf. Davon stehen den Gästefans 907 Plätze zur Verfügung. Eröffnet wurde die neue Heimat von Widzew Łódź am 18. März 2017 mit einer Partie gegen Motor Lubawa, die mit einem 2:0-Sieg endete.

## Galerie

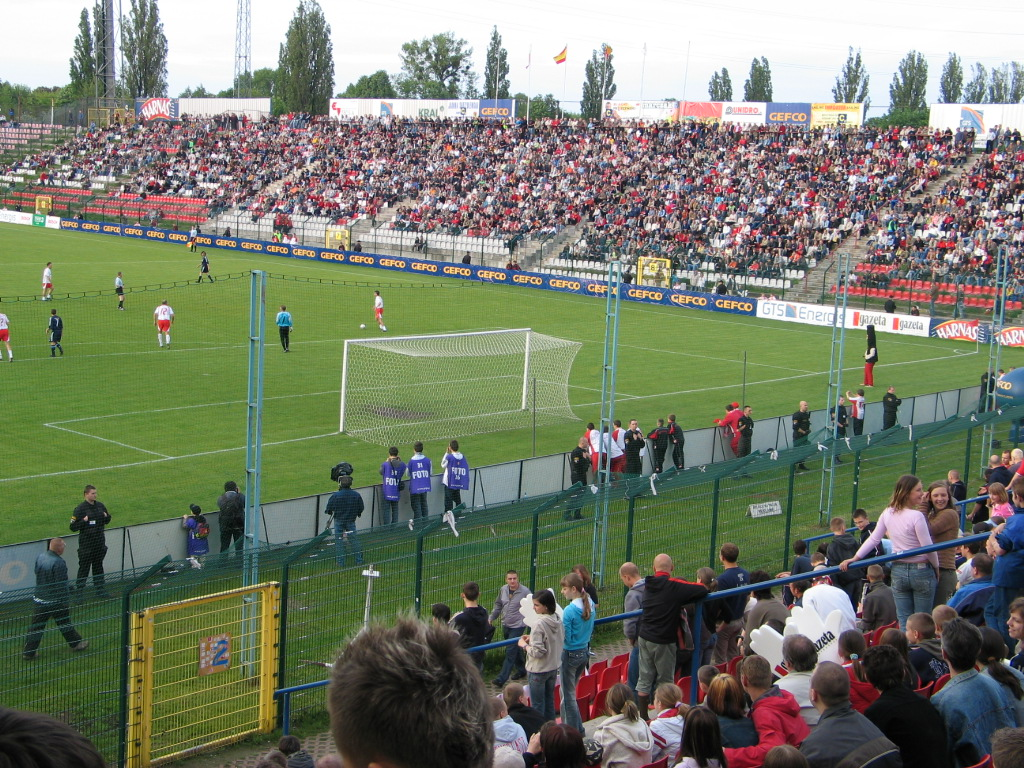
Ein Freundschaftsspiel zwischen der polnischen Nationalmannschaft und Real Madrid 2006
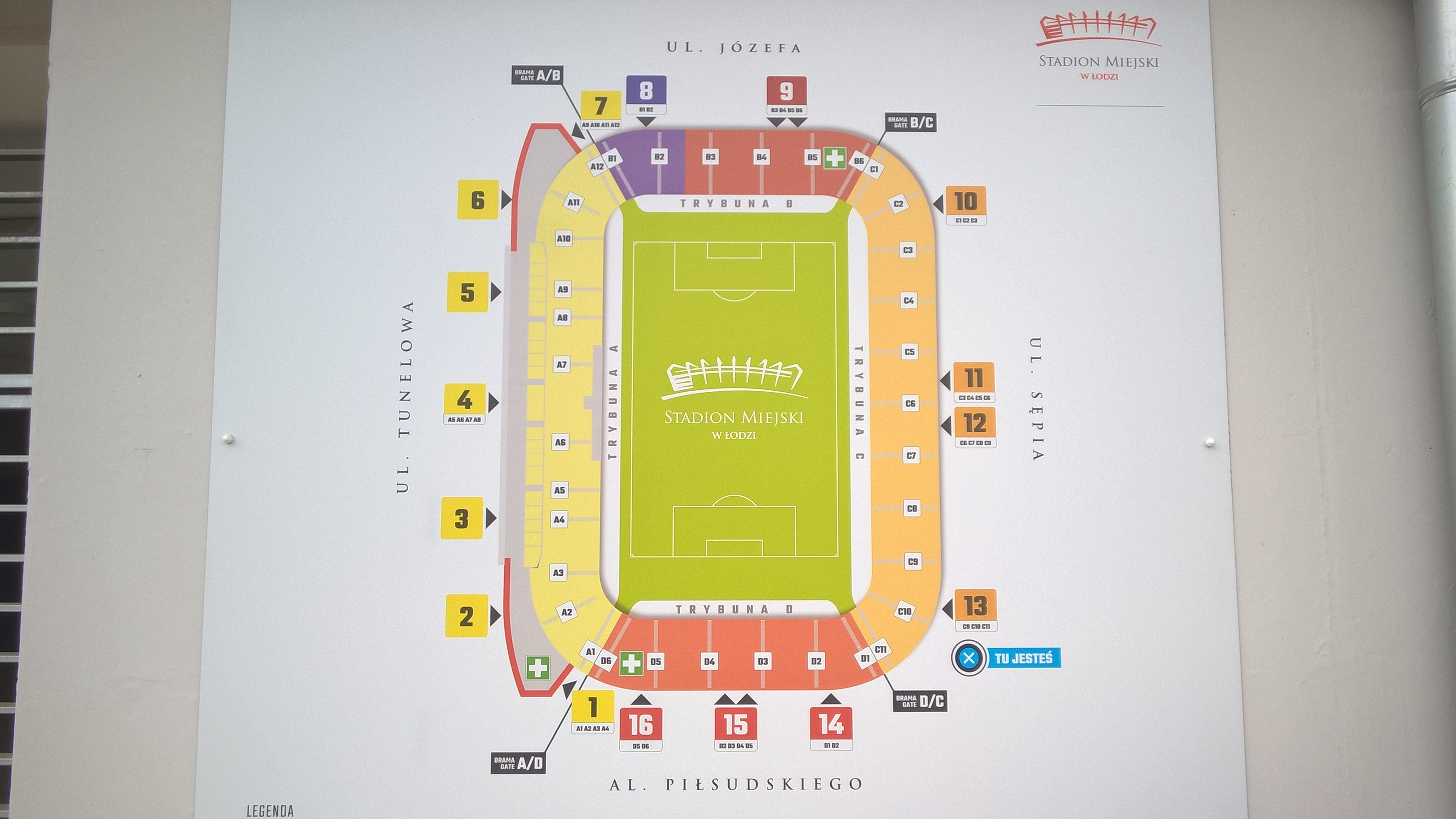
Plan des neuen Stadions
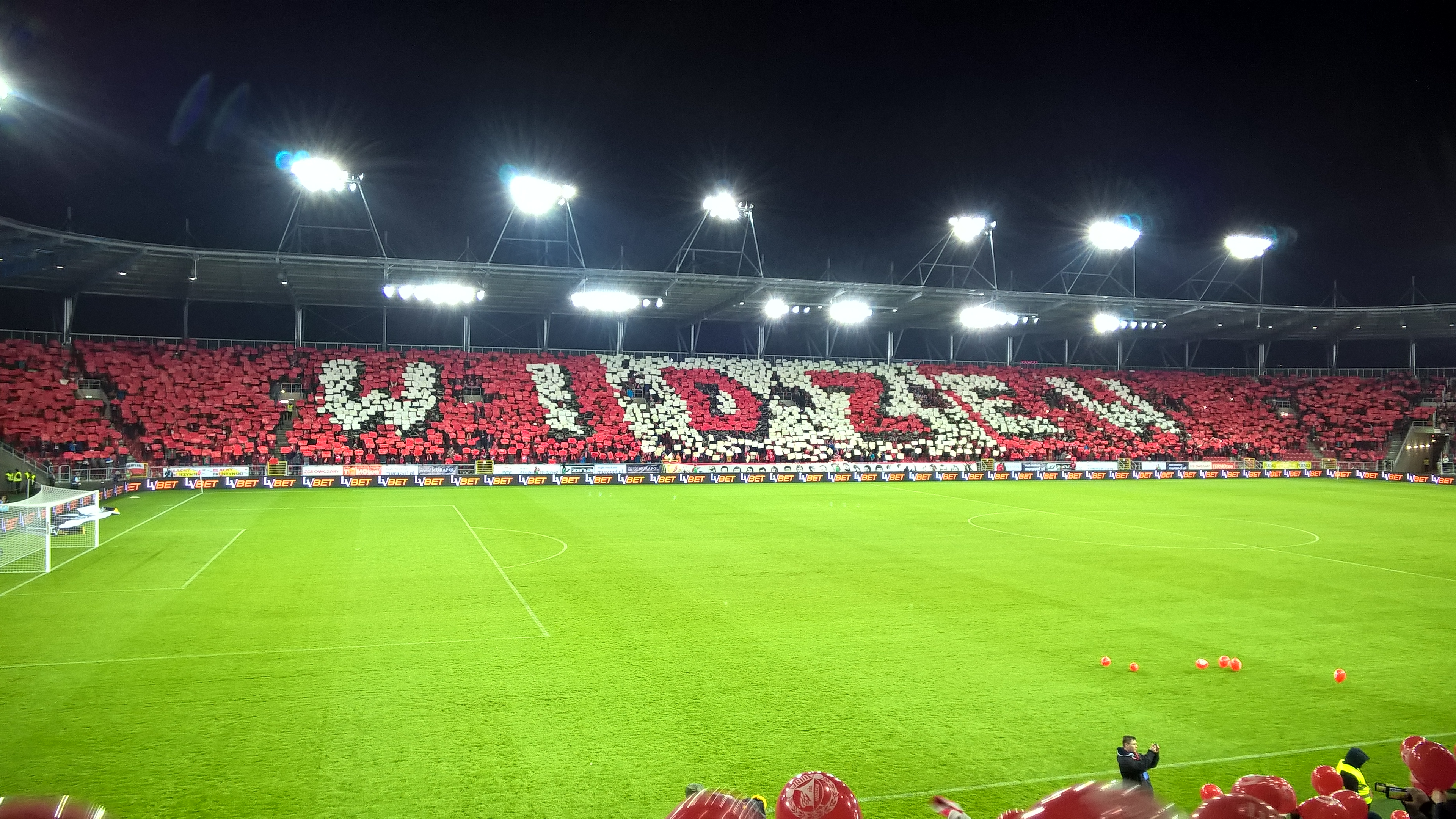
Eröffnung des Widzew-Stadions am 18. März 2017
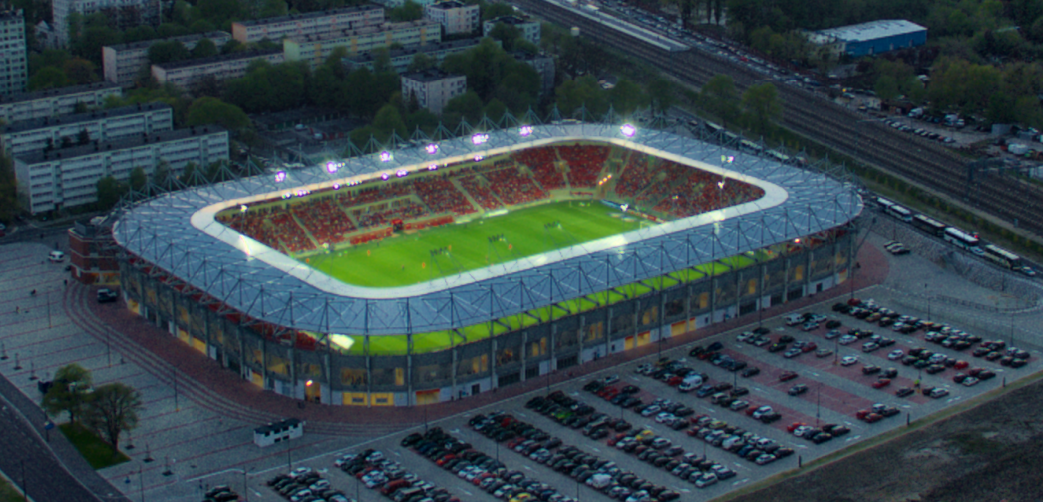
Das Stadion im Abendlicht im April 2017